# Rewilding Europe
Rewilding Europe ist eine Organisation mit Sitz in Nijmegen, Niederlande, die in einigen Regionen Europas an der Umgestaltung von Landschaften nach dem Konzept des Rewilding arbeitet. Das zuvor als „Wild Europe Field Programme“ bezeichnete Programm wurde 2011 von vier Organisationen ins Leben gerufen: WWF-Niederlande, ARK Nature, Wild Wonders of Europe und Conservation Capital, im Anschluss an die „Konferenz über Wildnis und große natürliche Lebensräume“ (Wild Europe) in Prag im Jahr 2009.
Die Organisation sieht Möglichkeiten für den Naturschutz im Wandel in der landwirtschaftlichen Praxis. Die Initiative hat zum Ziel bis 2022 rund 1 Million Hektar Land neu zu gestalten und Wildnisgebiete in ganz Europa zu schaffen. 2014 unterzeichnete Luigi Boitani, der Präsident der Large Carnivore Initiative for Europe, eine Vereinbarung zur Kooperation mit der Organisation.

## Standorte
Rewilding Europe arbeitet in acht Gebieten in 10 europäischen Ländern, in denen Pilotstandorte ausgewählt wurden:
West-Iberien, dem Donaudelta, Gebieten in den Karpaten, in Kroatien, im Appennin, in den Rhodopen in Bulgarien, im Oder-Delta und in Lappland.
Die Organisation strebt unter anderem eine umfangreiche Wiedereinführung von noch vorhandenen Arten der europäischen Megafauna an.

### West-Iberien
Das Gebiet liegt in Portugal im Côa-Tal an der Grenze zu Spanien. Rewilding Europe versucht, die Zahlen an halbwild lebenden Rindern und Pferden zu erhöhen. Aufgrund von Entvölkerung und Landaufgabe ist ein signifikanter Rückgang der Weidewirtschaft zu verzeichnen, was zu einem veränderten Pflanzenbewuchs durch Sukzession geführt hat. Die Organisation fördert ihre Form der Beweidung zur Verringerung der Brandgefahr und der Schaffung vielfältigerer „Mosaiklandschaften“, was die Bedingungen für die Populationen von Rehen und aus der Region ausgestorbenen Arten wie dem Iberischen Steinbock verbessern könnte. Neben der Förderung des Weidegangs unter ihren Naturschutzbedingungen beschäftigt sich die Organisation mit der Förderung des Ökotourismus und ist bestrebt, die portugiesische Regierung davon zu überzeugen, mehr Land zur Schaffung eines biologischen Korridors zur Verfügung zu stellen, ebenso von einem Projekt zur Erhöhung der Zahl der Wölfe.

### Donaudelta
Das 580.000 Hektar große Delta beherbergt einen großen Reichtum an Wasservögeln aller Art, vor allem Pelikane, Reiher, Störche, Kormorane und Seeschwalben. Es ist ein beliebtes Rastgebiet für Zugvögel und ein Überwinterungsgebiet für Wasservögel, die aus den Steppen, den borealen Wäldern und den weiter nördlich gelegenen Tundren kommen. Die Region verfügt über einige der in Europa noch verbliebenen beweideten Mosaikwaldlandschaften, die von noch vorhandenen Wildpferden und Wildrindern in ihrem natürlichen Zustand erhalten werden. In Zusammenarbeit mit Partnern arbeitet das Team „Rewilding Danube Delta“ daran, die ökologische Integrität von 40.000 Hektar Feuchtgebiet und Landdelta-Lebensraum zu verbessern. Natürliche Prozesse wie Überschwemmungen und natürliche Beweidung sollen die Rückkehr der Wildtiere, die Erhöhung der Artenvielfalt und die Entwicklung einer naturnahen Wirtschaft vorantreiben. Das Gebiet ist Teil des Tauros-Programms, das von der Taurus Foundation und Rewilding Europe verwaltet wird. Ziel des Programms ist es, ein dem Auerochsen ähnliches Rind zu züchten. Aufgrund von Umsiedlungen in den Jahren 2016 und 2017 beträgt die Zahl der in der Nähe von Sfântu Gheorghe weidenden Taurosrinder nun 18 Tiere. Rewilding Europe unterstützt die Entwicklung „naturbasierter Unternehmen“.

## Instrumente zur Renaturierung
Das European Rewilding Network (ERN) ist ein Online-Netzwerk, das eingerichtet wurde, um Gebiete auf dem Kontinent zu verbinden, in denen Projekte stattfinden. Es umfasst die Kernstandorte von Rewilding Europe und viele andere Standorte mit extern betriebenen Projekten. Die Instrumente sind Online-Seminare, ein ERN-Forum, eine virtuelle ERN-Brücke und Zugang zu „Rewilding Europe Capital“ (REC), einem eigenen Finanzunternehmen.
Rewilding Europe Capital (REC) gibt an, neuen und bestehenden Unternehmen, die Rewilding Europe unterstützen, Finanzkredite zur Verfügung zu stellen. Die European Investment Bank stellte Rewilding Europe Capital einen Kreditfinanzierungsvertrag über 6 Millionen Euro zur Verfügung. Es ist das erste Projekt der „Bank on Nature Initiative“, die von der Europäischen Kommission ins Leben gerufen wurde. Das REC ist Teil der Unternehmenskomponente von Rewilding Europe, die sich um die Schaffung eines „Business Case“ für die wilde Natur in Europa bemüht. Das REC wurde gegründet, um Unternehmenswirtschaften im Zusammenhang mit Naturlandschaften und ihrer Tierwelt positiv zu fördern.
Darüber hinaus gibt es eine European Safari Company und eine European Wildlife Bank.
Die Rewilding Europe Policy Work mit dem Titel „Platz schaffen für Rewilding: Schaffung eines günstigen politischen Umfelds“ ist ein Kurzdossier von Paul Jepson, Kursleiter an der School of Geography and Environment der Universität Oxford, und Frans Schepers, Geschäftsführer von Rewilding Europe. Es wurde mit dem Ziel verfasst, Wiederbewaldung als innovativen Naturschutz akzeptabel zu machen, der eine wachsende Bewegung in Europa darstellt und wissenschaftliche, praktische und mediale Präsenz erlangt. Rewilding Europe arbeitet daran, Unterstützung für seine Naturschutz- und Landnutzungspolitik zu erhalten. Im März 2017 startete eine Koalition von fünf Organisationen eine neue Initiative zur Förderung einer EU-Agenda zur ökologischen Renaturierung.

## Kritik am Rewilding
Die Vereinigung zum Schutz der Weidetierhaltung im ländlichen Lebensraum (VWL) in den Schweizer Alpen wendet sich gegen das Rewilding und die Einrichtung von Naturparks mit Großraubtieren und weist auf die schwerwiegenden Folgen für die einheimische Bevölkerung hin. Der Dachverband Lebensraum Schweiz ohne Großraubtiere wendet sich ebenfalls gegen die Präsenz von Großraubtieren in Nationalparks und im bergbäuerlichen Lebensraum, da die Bergbauern infolge der Übergriffe auf ihre Weidetiere nach und nach zum Aufgeben ihrer Ländereien genötigt werden, wovon die Organisation Rewilding Europe profitieren kann. „Das Rewilding mit streng geschützten Grossraubtieren führt zum Untergang der Jahrtausende alten alpinen Kulturlandschaft mit ihrer durch Alpwirtschaft einzigartigen hohen Biodiversität“ (Georges Stoffel).